# Kongen
Zwei Organismen bzw. Abstammungslinien werden in der Genetik als kongen (von lat. con für zusammen, gen als moderne Wortschöpfung zu griechisch γενεά geneá ‚Abstammung‘, γένεσις génesis ‚Ursprung‘.) bezeichnet, insofern sie sich genetisch nur in einem begrenzten Abschnitt (einem Segment) eines Chromosomen, im Extremfall nur durch einen einzelnen Genlocus (dann als „koisogen“ bezeichnet), unterscheiden. Die (in der Fachsprache weitaus häufiger verwendete) englische Entsprechung dazu ist „congenic“. Analog dazu werden solche, die sich in einem vollständigen Chromosomen unterscheiden, „konsomisch“ (engl. consomic) genannt.

## Kongene Mäuse
Als Modellsysteme für die Erforschung menschlicher Erkrankungen haben sich als Stämme (engl. strains) bezeichnete Inzuchtlinien von Labormäusen etabliert. Solche genetisch uniformen Inzuchtlinien erlauben es, im Modell die genetischen Ursachen von Krankheiten einzugrenzen. Problematisch an diesem Ansatz ist es aber, dass viele, darunter die medizinisch bedeutsamsten, Krankheiten durch zahlreiche Gene verursacht bzw. beeinflusst werden, von denen jedes einzelne nur jeweils einen geringen Effekt auf die Krankheit besitzt (Polygenie). Es ist in diesen Fällen sehr schwierig, geeignete Inzuchtstämme zu begründen, da das jeweilige Kandidatengen unter Umständen isoliert gar keine phänologischen Auswirkungen besitzt. Als Alternative wurde deshalb das Tiermodell der kongenen Mäusestämme entwickelt. Kongene Mäuse sind Inzuchtstämme, in die durch Kreuzung mit anschließender Selektion kontrolliert ein kurzer Abschnitt des Chromosoms eines anderen Mäusestamms eingezüchtet worden ist, der typischerweise einige Hundert Gene umfasst.